# Ponti (famiglia)
I Ponti furono un'influente famiglia di industriali lombardi ascesa ai ranghi della nobiltà milanese nei primissimi anni del XX secolo per meriti imprenditoriali.

## Storia
Una delle principali fonti per la famiglia Ponti fu indubbiamente l'opera genealogica e storica di Pier Desiderio Pasolini, III conte dall'Onda, il quale sposò Maria Ponti, figlia del facoltoso industriale lombardo Andrea e sorella del sindaco di Milano, Ettore Ponti. Appassionato di storia e genealogia, il Pasolini diede alle stampe nel 1876 a Imola l'opera dal titolo Memorie storiche della famiglia Ponti, con indagini da lui stesso compiute sul campo per delineare la stirpe della moglie.
Secondo gli studi del Pasolini, le prime tracce della famiglia risalirebbero al XV secolo presso il borgo di Cairate da cui, verso la metà del secolo, si sarebbe trasferita a Gallarate, città che sarebbe rimasta sua sede per i successivi cinquecento anni. Nel testamento di Giovanni Maria Ponti detto Porro nel XVI secolo viene usata la qualifica di messere il che indurrebbe a credere che questa casata sia stata reputata già all'epoca di origini nobiliari, pur non essendo possibile realizzare collegamenti con altre casate omonime lombarde che pure furono titolate.
Agli inizi dell'Ottocento, Giuseppe (1786-1853) fu il primo iniziatore della fortuna della casata prendendo per primo la via imprenditoriale con l'apertura di un primo cotonificio in gestione col fratello Bartolomeo. Alla sua morte gli subentrò nella gestione dell'azienda di famiglia il figlio Andrea (1821-1888) che moltiplicò a dismisura le rendite della casata, divenendo particolarmente ricco e sviluppando largamente l'industria cotoniera in Lombardia nei suoi stabilimenti. Il figlio di questi, Ettore (1855-1919), fu anch'egli valente industriale e divenne infine sindaco di Milano e venne proclamato al titolo di marchese sul cognome con decreto di re Vittorio Emanuele III del 28 aprile 1906 per i suoi meriti industriali e per il suo contributo allo sviluppo della Lombardia e della città di Milano dopo l'unità d'Italia. Ebbe tre figli maschi: Leone (1880-1970) che rinunciò ai titoli paterni, Andrea (1884-1933) che divenne II marchese ponti, e Gianfelice (1887-1967) che succedette al fratello. Entrambi questi ultimi morirono senza eredi e la casata continuò col primogenito da cui, nel 1912, nacque Carlo, produttore cinematografico e marito dapprima della nobildonna Giuliana Fiastri e poi dell'attrice Sophia Loren: dal primo matrimonio nacquero Guendalina e Alex, dal secondo matrimonio nacquero in seguito Carlo (1968), direttore d'orchestra, ed Edoardo (1973), marito quest'ultimo dell'attrice Sasha Alexander.

## Albero genealogico
|                        |                        |                                    |                                     |                                                                                 |                                                                                 |                                                        |                                                     |                                                     |                                                   |                                                                  |                                                                  |                                                                |                                                                |                                   |                                   |                                             |                                             |                                                |                                                |                                                    |                                                    |                                                  |                                                  |                                   |                                   | | |
|                        |                        |                                    |                                     |                                                                                 |                                                                                 |                                                        |                                                     |                                                     |                                                   |                                                                  |                                                                  |                                                                |                                                                |                                   |                                   |                                             |                                             |                                                |                                                | Giacomolo † p. 1431 ?                              |                                                    |                                                  |                                                  |                                   |                                   | | |
|                        |                        |                                    |                                     |                                                                                 |                                                                                 |                                                        |                                                     |                                                     |                                                   |                                                                  |                                                                  |                                                                |                                                                |                                   |                                   |                                             |                                             |                                                |                                                |                                                    |                                                    |                                                  |                                                  |                                   |                                   | | |
|                        |                        |                                    |                                     |                                                                                 |                                                                                 |                                                        |                                                     |                                                     |                                                   |                                                                  |                                                                  |                                                                |                                                                |                                   |                                   |                                             |                                             |                                                |                                                |                                                    |                                                    |                                                  |                                                  |                                   |                                   | | |
|                        |                        |                                    |                                     |                                                                                 |                                                                                 |                                                        |                                                     |                                                     |                                                   |                                                                  |                                                                  |                                                                |                                                                |                                   |                                   |                                             |                                             |                                                |                                                | Beltramo Piza viv. 1459 ?                          |                                                    |                                                  |                                                  |                                   |                                   | | |
|                        |                        |                                    |                                     |                                                                                 |                                                                                 |                                                        |                                                     |                                                     |                                                   |                                                                  |                                                                  |                                                                |                                                                |                                   |                                   |                                             |                                             |                                                |                                                |                                                    |                                                    |                                                  |                                                  |                                   |                                   | | |
|                        |                        |                                    |                                     |                                                                                 |                                                                                 |                                                        |                                                     |                                                     |                                                   |                                                                  |                                                                  |                                                                |                                                                |                                   |                                   |                                             |                                             |                                                |                                                |                                                    |                                                    |                                                  |                                                  |                                   |                                   | | |
|                        |                        |                                    |                                     |                                                                                 |                                                                                 |                                                        |                                                     |                                                     |                                                   |                                                                  |                                                                  |                                                                |                                                                |                                   |                                   |                                             |                                             |                                                |                                                | Giovanni viv. 1485 ?                               |                                                    |                                                  |                                                  |                                   |                                   | | |
|                        |                        |                                    |                                     |                                                                                 |                                                                                 |                                                        |                                                     |                                                     |                                                   |                                                                  |                                                                  |                                                                |                                                                |                                   |                                   |                                             |                                             |                                                |                                                |                                                    |                                                    |                                                  |                                                  |                                   |                                   | | |
|                        |                        |                                    |                                     |                                                                                 |                                                                                 |                                                        |                                                     |                                                     |                                                   |                                                                  |                                                                  |                                                                |                                                                |                                   |                                   |                                             |                                             |                                                |                                                |                                                    |                                                    |                                                  |                                                  |                                   |                                   | | |
|                        |                        |                                    |                                     |                                                                                 |                                                                                 |                                                        |                                                     |                                                     |                                                   |                                                                  |                                                                  |                                                                |                                                                |                                   |                                   |                                             |                                             |                                                |                                                | Paolo †1522 ?                                      |                                                    |                                                  |                                                  |                                   |                                   | | |
|                        |                        |                                    |                                     |                                                                                 |                                                                                 |                                                        |                                                     |                                                     |                                                   |                                                                  |                                                                  |                                                                |                                                                |                                   |                                   |                                             |                                             |                                                |                                                |                                                    |                                                    |                                                  |                                                  |                                   |                                   | | |
|                        |                        |                                    |                                     |                                                                                 |                                                                                 |                                                        |                                                     |                                                     |                                                   |                                                                  |                                                                  |                                                                |                                                                |                                   |                                   |                                             |                                             |                                                |                                                |                                                    |                                                    |                                                  |                                                  |                                   |                                   | | |
|                        |                        |                                    |                                     |                                                                                 |                                                                                 |                                                        |                                                     |                                                     |                                                   |                                                                  |                                                                  |                                                                |                                                                |                                   |                                   |                                             |                                             |                                                |                                                | Giovanni Maria Porro viv. 1560 ?                   |                                                    |                                                  |                                                  |                                   |                                   | | |
|                        |                        |                                    |                                     |                                                                                 |                                                                                 |                                                        |                                                     |                                                     |                                                   |                                                                  |                                                                  |                                                                |                                                                |                                   |                                   |                                             |                                             |                                                |                                                |                                                    |                                                    |                                                  |                                                  |                                   |                                   | | |
|                        |                        |                                    |                                     |                                                                                 |                                                                                 |                                                        |                                                     |                                                     |                                                   |                                                                  |                                                                  |                                                                |                                                                |                                   |                                   |                                             |                                             |                                                |                                                |                                                    |                                                    |                                                  |                                                  |                                   |                                   | | |
|                        |                        |                                    |                                     |                                                                                 |                                                                                 |                                                        |                                                     |                                                     |                                                   |                                                                  |                                                                  |                                                                |                                                                |                                   |                                   |                                             |                                             |                                                |                                                | Alessandro Porro viv. 1585 Paola Atticiolo         |                                                    |                                                  |                                                  |                                   |                                   | | |
|                        |                        |                                    |                                     |                                                                                 |                                                                                 |                                                        |                                                     |                                                     |                                                   |                                                                  |                                                                  |                                                                |                                                                |                                   |                                   |                                             |                                             |                                                |                                                |                                                    |                                                    |                                                  |                                                  |                                   |                                   | | |
|                        |                        |                                    |                                     |                                                                                 |                                                                                 |                                                        |                                                     |                                                     |                                                   |                                                                  |                                                                  |                                                                |                                                                |                                   |                                   |                                             |                                             |                                                |                                                |                                                    |                                                    |                                                  |                                                  |                                   |                                   | | |
|                        |                        |                                    |                                     |                                                                                 |                                                                                 |                                                        |                                                     |                                                     |                                                   |                                                                  |                                                                  |                                                                |                                                                |                                   |                                   |                                             |                                             | Giovanni Maria *1586 †? Angela Caterina Longhi | Giovanni Maria *1586 †? Angela Caterina Longhi | Stefano viv. 1628 ?                                | Stefano viv. 1628 ?                                | Cristoforo viv. 1630 1.? 2.Vittoria Mazzucchelli | Cristoforo viv. 1630 1.? 2.Vittoria Mazzucchelli |                                   |                                   | | |
|                        |                        |                                    |                                     |                                                                                 |                                                                                 |                                                        |                                                     |                                                     |                                                   |                                                                  |                                                                  |                                                                |                                                                |                                   |                                   |                                             |                                             |                                                |                                                |                                                    |                                                    |                                                  |                                                  |                                   |                                   | | |
|                        |                        |                                    |                                     |                                                                                 |                                                                                 |                                                        |                                                     |                                                     |                                                   |                                                                  |                                                                  |                                                                |                                                                |                                   |                                   |                                             |                                             |                                                |                                                |                                                    |                                                    |                                                  |                                                  |                                   |                                   | | |
|                        |                        |                                    |                                     |                                                                                 |                                                                                 |                                                        |                                                     |                                                     |                                                   |                                                                  |                                                                  |                                                                |                                                                |                                   |                                   |                                             |                                             | Bartolomeo *1614 †1696 Vittoria Gossona        | Bartolomeo *1614 †1696 Vittoria Gossona        | 1.Paola viv. 1671 Girolamo Marri                   | 1.Paola viv. 1671 Girolamo Marri                   | 2.Alessandro *? †? Cecilia Gattoni               | 2.Alessandro *? †? Cecilia Gattoni               | 2.Giovanni Battista *? †? ?       | 2.Giovanni Battista *? †? ?       | | |
|                        |                        |                                    |                                     |                                                                                 |                                                                                 |                                                        |                                                     |                                                     |                                                   |                                                                  |                                                                  |                                                                |                                                                |                                   |                                   |                                             |                                             |                                                |                                                |                                                    |                                                    |                                                  |                                                  |                                   |                                   | | |
|                        |                        |                                    |                                     |                                                                                 |                                                                                 |                                                        |                                                     |                                                     |                                                   |                                                                  |                                                                  |                                                                |                                                                |                                   |                                   |                                             |                                             |                                                |                                                |                                                    |                                                    |                                                  |                                                  |                                   |                                   | | |
|                        |                        |                                    |                                     |                                                                                 |                                                                                 |                                                        |                                                     |                                                     |                                                   |                                                                  |                                                                  |                                                                |                                                                |                                   |                                   |                                             |                                             | Antonio Andrea *1682 †1759 Girolama Mazzi      |                                                |                                                    |                                                    |                                                  |                                                  |                                   |                                   | | |
|                        |                        |                                    |                                     |                                                                                 |                                                                                 |                                                        |                                                     |                                                     |                                                   |                                                                  |                                                                  |                                                                |                                                                |                                   |                                   |                                             |                                             |                                                |                                                |                                                    |                                                    |                                                  |                                                  |                                   |                                   | | |
|                        |                        |                                    |                                     |                                                                                 |                                                                                 |                                                        |                                                     |                                                     |                                                   |                                                                  |                                                                  |                                                                |                                                                |                                   |                                   |                                             |                                             |                                                |                                                |                                                    |                                                    |                                                  |                                                  |                                   |                                   | | |
|                        |                        |                                    |                                     |                                                                                 |                                                                                 |                                                        |                                                     |                                                     |                                                   |                                                                  |                                                                  |                                                                |                                                                |                                   |                                   |                                             |                                             | Bartolomeo *1719 †1797 Caterina Luoni          |                                                |                                                    |                                                    |                                                  |                                                  |                                   |                                   | | |
|                        |                        |                                    |                                     |                                                                                 |                                                                                 |                                                        |                                                     |                                                     |                                                   |                                                                  |                                                                  |                                                                |                                                                |                                   |                                   |                                             |                                             |                                                |                                                |                                                    |                                                    |                                                  |                                                  |                                   |                                   | | |
|                        |                        |                                    |                                     |                                                                                 |                                                                                 |                                                        |                                                     |                                                     |                                                   |                                                                  |                                                                  |                                                                |                                                                |                                   |                                   |                                             |                                             |                                                |                                                |                                                    |                                                    |                                                  |                                                  |                                   |                                   | | |
|                        |                        |                                    |                                     |                                                                                 |                                                                                 |                                                        |                                                     |                                                     |                                                   |                                                                  |                                                                  |                                                                |                                                                |                                   |                                   |                                             |                                             | Andrea *1752 †1819 Francesca Puricelli         |                                                |                                                    |                                                    |                                                  |                                                  |                                   |                                   | | |
|                        |                        |                                    |                                     |                                                                                 |                                                                                 |                                                        |                                                     |                                                     |                                                   |                                                                  |                                                                  |                                                                |                                                                |                                   |                                   |                                             |                                             |                                                |                                                |                                                    |                                                    |                                                  |                                                  |                                   |                                   | | |
|                        |                        |                                    |                                     |                                                                                 |                                                                                 |                                                        |                                                     |                                                     |                                                   |                                                                  |                                                                  |                                                                |                                                                |                                   |                                   |                                             |                                             |                                                |                                                |                                                    |                                                    |                                                  |                                                  |                                   |                                   | | |
|                        |                        |                                    |                                     |                                                                                 |                                                                                 |                                                        |                                                     |                                                     |                                                   | Bartolomeo *1785 †1860 senza eredi                               | Bartolomeo *1785 †1860 senza eredi                               | Giuseppe *1786 †1853 Maria Antonia Longhi                      | Giuseppe *1786 †1853 Maria Antonia Longhi                      |                                   |                                   |                                             |                                             |                                                |                                                |                                                    |                                                    |                                                  |                                                  |                                   |                                   | Francesco *1794 †1874 Angela Tassini                                                                | Francesco *1794 †1874 Angela Tassini                                                                |
|                        |                        |                                    |                                     |                                                                                 |                                                                                 |                                                        |                                                     |                                                     |                                                   |                                                                  |                                                                  |                                                                |                                                                |                                   |                                   |                                             |                                             |                                                |                                                |                                                    |                                                    |                                                  |                                                  |                                   |                                   | | |
|                        |                        |                                    |                                     |                                                                                 |                                                                                 |                                                        |                                                     |                                                     |                                                   |                                                                  |                                                                  |                                                                |                                                                |                                   |                                   |                                             |                                             |                                                |                                                |                                                    |                                                    |                                                  |                                                  |                                   |                                   | | |
| Girolamo *1815 †1874 ? | Girolamo *1815 †1874 ? | Orsola Maria *1816 †? Luigi Borghi | Orsola Maria *1816 †? Luigi Borghi  | Bartolomeo *1817 †1860 senza eredi                                              | Bartolomeo *1817 †1860 senza eredi                                              | Antonio *1818 †1862 Erminia Turati                     | Antonio *1818 †1862 Erminia Turati                  |                                                     |                                                   | Michele */†1820                                                  | Michele */†1820                                                  |                                                                |                                                                | Andrea *1821 †1888 Virginia Pigna | Andrea *1821 †1888 Virginia Pigna | Francesca *1822 †1888 Giovanni Gout         | Francesca *1822 †1888 Giovanni Gout         | Francesco */†1824                              | Francesco */†1824                              | Luigi *1826 †1888 Elisabetta Sottocasa senza eredi | Luigi *1826 †1888 Elisabetta Sottocasa senza eredi | Giovanni Battista *1827 †1882 ?                  | Giovanni Battista *1827 †1882 ?                  | Francesco *1832 †1895 senza eredi | Francesco *1832 †1895 senza eredi | Maura *1847 †1933 1.Claudio Dal Pozzo d'Annone 2.Luigi Cuttica di Cassine, XIII marchese di Cassine | Maura *1847 †1933 1.Claudio Dal Pozzo d'Annone 2.Luigi Cuttica di Cassine, XIII marchese di Cassine |
|                        |                        |                                    |                                     |                                                                                 |                                                                                 |                                                        |                                                     |                                                     |                                                   |                                                                  |                                                                  |                                                                |                                                                |                                   |                                   |                                             |                                             |                                                |                                                |                                                    |                                                    |                                                  |                                                  |                                   |                                   | | |
|                        |                        |                                    |                                     |                                                                                 |                                                                                 |                                                        |                                                     |                                                     |                                                   |                                                                  |                                                                  |                                                                |                                                                |                                   |                                   |                                             |                                             |                                                |                                                |                                                    |                                                    |                                                  |                                                  |                                   |                                   | | |
|                        |                        |                                    |                                     | Elvira *1857 †1920 Marco Antonio Maniscalchi Erizzo, conte di san Zeno in Mozzo | Elvira *1857 †1920 Marco Antonio Maniscalchi Erizzo, conte di san Zeno in Mozzo | Emilio *1853 †1923 Anna Greppi                         | Emilio *1853 †1923 Anna Greppi                      | Amerigo *1854 †? ?                                  | Amerigo *1854 †? ?                                | Ettore, I marchese Ponti *1855 †1919 Remigia Spitaleri di Muglia | Ettore, I marchese Ponti *1855 †1919 Remigia Spitaleri di Muglia | Maria *1856 †1938 Pier Desiderio Pasolini, III conte dall'Onda | Maria *1856 †1938 Pier Desiderio Pasolini, III conte dall'Onda | Ester *1858 †1933 Luigi Esengrini | Ester *1858 †1933 Luigi Esengrini | Antonia *1860 †1938 Gianforte Suardi, conte | Antonia *1860 †1938 Gianforte Suardi, conte | Eligio *1867 †1881 senza eredi                 | Eligio *1867 †1881 senza eredi                 |                                                    |                                                    |                                                  |                                                  |                                   |                                   | | |
|                        |                        |                                    |                                     |                                                                                 |                                                                                 |                                                        |                                                     |                                                     |                                                   |                                                                  |                                                                  |                                                                |                                                                |                                   |                                   |                                             |                                             |                                                |                                                |                                                    |                                                    |                                                  |                                                  |                                   |                                   | | |
|                        |                        |                                    |                                     |                                                                                 |                                                                                 |                                                        |                                                     |                                                     |                                                   |                                                                  |                                                                  |                                                                |                                                                |                                   |                                   |                                             |                                             |                                                |                                                |                                                    |                                                    |                                                  |                                                  |                                   |                                   | | |
|                        |                        |                                    |                                     |                                                                                 |                                                                                 |                                                        | Leone *1880 †1970 Maria Zardone                     | Leone *1880 †1970 Maria Zardone                     | Andrea, II marchese Ponti *1884 †1933 senza eredi | Andrea, II marchese Ponti *1884 †1933 senza eredi                | Gianfelice, III marchese Ponti *1887 †1967 senza eredi           | Gianfelice, III marchese Ponti *1887 †1967 senza eredi         | Virginia *1896 †1989 Aldo Lanari                               | Virginia *1896 †1989 Aldo Lanari  |                                   |                                             |                                             |                                                |                                                |                                                    |                                                    |                                                  |                                                  |                                   |                                   | | |
|                        |                        |                                    |                                     |                                                                                 |                                                                                 |                                                        |                                                     |                                                     |                                                   |                                                                  |                                                                  |                                                                |                                                                |                                   |                                   |                                             |                                             |                                                |                                                |                                                    |                                                    |                                                  |                                                  |                                   |                                   | | |
|                        |                        |                                    |                                     |                                                                                 |                                                                                 |                                                        |                                                     |                                                     |                                                   |                                                                  |                                                                  |                                                                |                                                                |                                   |                                   |                                             |                                             |                                                |                                                |                                                    |                                                    |                                                  |                                                  |                                   |                                   | | |
|                        |                        |                                    |                                     |                                                                                 | Laura *1910 †2012 1.Pietro Ferraloro 2.Enrico Isnenghi                          | Laura *1910 †2012 1.Pietro Ferraloro 2.Enrico Isnenghi | Carlo *1912 †2007 1.Giuliana Fiastri 2.Sophia Loren | Carlo *1912 †2007 1.Giuliana Fiastri 2.Sophia Loren | Lucia *1919 †2019 Giovanni Bonicalzi              | Lucia *1919 †2019 Giovanni Bonicalzi                             |                                                                  |                                                                |                                                                |                                   |                                   |                                             |                                             |                                                |                                                |                                                    |                                                    |                                                  |                                                  |                                   |                                   | | |
|                        |                        |                                    |                                     |                                                                                 |                                                                                 |                                                        |                                                     |                                                     |                                                   |                                                                  |                                                                  |                                                                |                                                                |                                   |                                   |                                             |                                             |                                                |                                                |                                                    |                                                    |                                                  |                                                  |                                   |                                   | | |
|                        |                        |                                    |                                     |                                                                                 |                                                                                 |                                                        |                                                     |                                                     |                                                   |                                                                  |                                                                  |                                                                |                                                                |                                   |                                   |                                             |                                             |                                                |                                                |                                                    |                                                    |                                                  |                                                  |                                   |                                   | | |
|                        |                        |                                    | 1.Guendalina *1951 Valerio Veltroni | 1.Guendalina *1951 Valerio Veltroni                                             | 1.Alessandro *1953 Priscilla Rattazzi                                           | 1.Alessandro *1953 Priscilla Rattazzi                  | 2.Carlo *1968 Andrea Meszaros                       | 2.Carlo *1968 Andrea Meszaros                       |                                                   |                                                                  | 2.Edoardo *1973 Sasha Alexander                                  | 2.Edoardo *1973 Sasha Alexander                                |                                                                |                                   |                                   |                                             |                                             |                                                |                                                |                                                    |                                                    |                                                  |                                                  |                                   |                                   | | |
|                        |                        |                                    |                                     |                                                                                 |                                                                                 |                                                        |                                                     |                                                     |                                                   |                                                                  |                                                                  |                                                                |                                                                |                                   |                                   |                                             |                                             |                                                |                                                |                                                    |                                                    |                                                  |                                                  |                                   |                                   | | |
|                        |                        |                                    |                                     |                                                                                 |                                                                                 |                                                        |                                                     |                                                     |                                                   |                                                                  |                                                                  |                                                                |                                                                |                                   |                                   |                                             |                                             |                                                |                                                |                                                    |                                                    |                                                  |                                                  |                                   |                                   | | |
|                        |                        |                                    |                                     |                                                                                 |                                                                                 | Vittorio Leone                                         | Vittorio Leone                                      | Beatrice Lara                                       | Beatrice Lara                                     | Lucia Sofia                                                      | Lucia Sofia                                                      | Leonardo Fortunato                                             | Leonardo Fortunato                                             |                                   |                                   |                                             |                                             |                                                |                                                |                                                    |                                                    |                                                  |                                                  |                                   |                                   | | |